# Marco Cluvio Rufo
Marcus Cluvius Rufus fue un cónsul, senador, gobernador e historiador romano que fue mencionado en varias ocasiones por Tácito, Suetonio, Dion Casio, Josefo y Plutarco.

## Carrera profesional
Cluvius era cónsul suffectus antes de 65 AD; por cómo los historiadores romanos lo mencionan, podría haber sido titular de las fasces durante el reinado de Claudio, pero Paul Gallivan cree que "con toda probabilidad la fecha consular de Cluvio debería ser neroniana". Había estado involucrado en la conspiración para asesinar a Calígula , pero no se sabe en qué grado.
Como ex cónsul durante la primera parte del reinado de Nerón , Cluvio conocía a muchos miembros del círculo íntimo del emperador, Apareció como el heraldo del emperador en los juegos en los que hizo su aparición Nerón.
Durante el año de los cuatro emperadores , Cluvio fue gobernador de Hispania . Tácito dijo que "España estaba bajo el gobierno de Cluvio Rufo, un hombre elocuente, que tenía todos los logros de la vida civil, pero que no tenía experiencia en la guerra". Nadie había estado en peligro por sus acciones durante el reinado de Nerón. A la muerte de Galba, Cluvio primero juró lealtad a Otón , pero poco después se convirtió en partidario de Vitelio . Hilario, un liberto de Vitelio, lo acusó de aspirar a obtener el gobierno de Hispania independiente del emperador, pero Cluvio acudió a Vitelio, que entonces estaba en la Galia, y logró limpiar su nombre. Se dice que Cluvio presionó a los senadores para que exigieran más poder al emperador durante el reinado de Vitelio.

## Historiador
Cluvius Rufus fue un importante historiador cuyos escritos y testimonios, aunque ahora perdidos, sin duda moldearon la comprensión moderna de la Roma del primer siglo. Fue contemporáneo de Calígula, Claudio y Nerón, pero se sabe poco de la extensión de su trabajo, excepto que se relaciona con los eventos durante el reinado de estos emperadores. Cluvius fue una de las principales fuentes para Tácito Anales y las historias , de Suetonio Las vidas de los doce césares , Josefo ' Antigüedades de los Judios , de Plutarco Vidas paralelas y, probablemente, para los historiadores posteriores.